# هاغيا تريادا

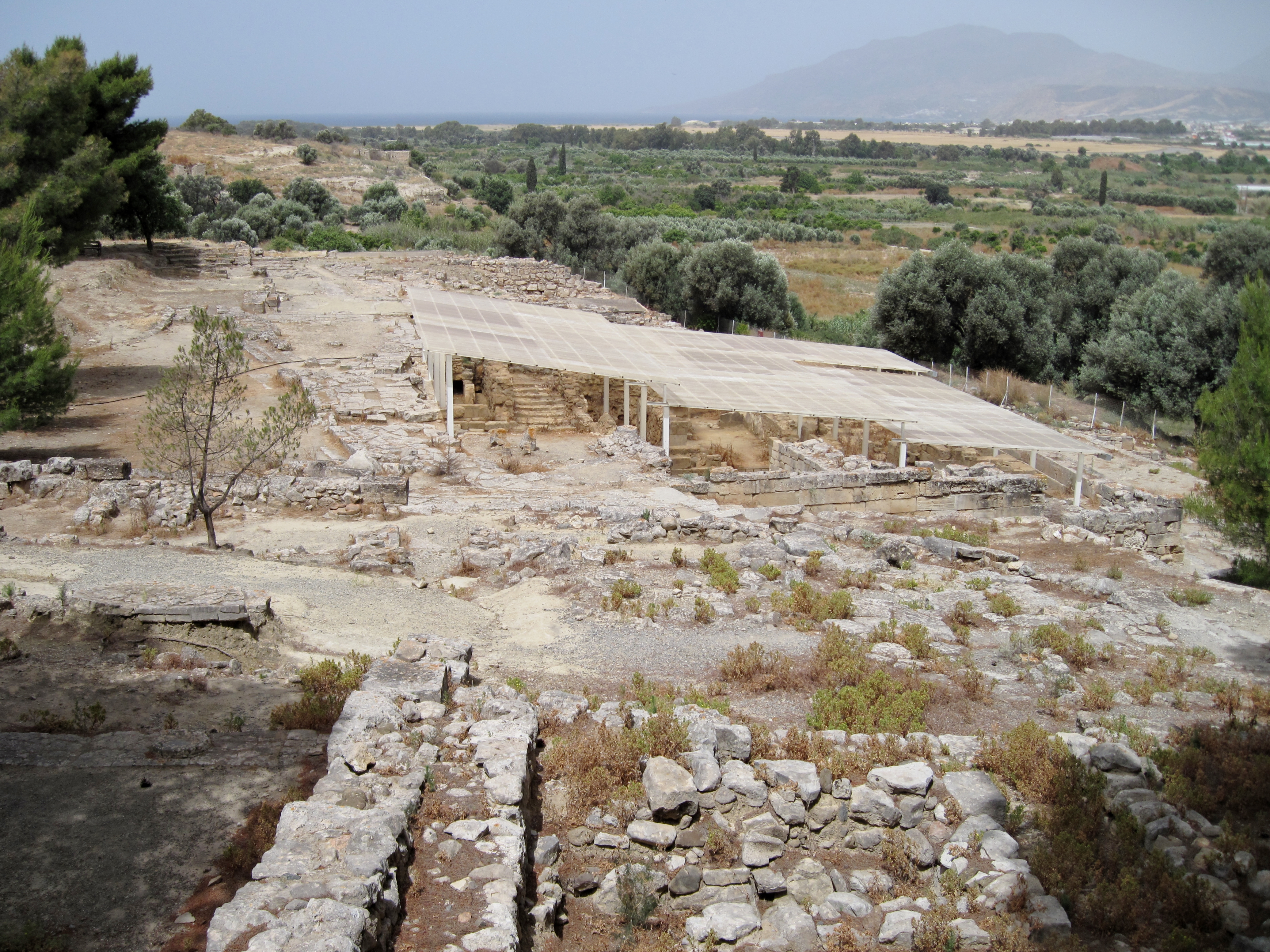
موقع هاغيا تريادا

هاغيا تريادا هو موقع أثري في مستوطنة مينوسية قديمة.